# جيك ماثيوز (مقاتل)
جيك ماثيوز (بالإنجليزية: Jake Matthews) هو فنان قتال مختلط أسترالي، ولد في 19 أغسطس 1994 في ملبورن في أستراليا.
وفي أوائل عام 2023 أعلن اعتناقه الإسلام. 

## وصلات خارجية
- جيك ماثيوز على موقع يو إف سي (الإنجليزية)
- جيك ماثيوز على موقع شيردوغ (الإنجليزية)
- جيك ماثيوز على موقع Tapology.com (الإنجليزية)
- جيك ماثيوز على موقع IMDb (الإنجليزية)
- جيك ماثيوز على موقع قاعدة بيانات الفيلم (الإنجليزية)